# Liêu Bích Lệ
Liêu Bích Lệ (sinh ngày 20 tháng 3 năm 1985) với nghệ danh Mandy Lieu, là người mẫu, diễn viên Hồng Kông mang hai dòng máu Trung-Mỹ. Cô sinh con gái với tỷ phú Hồng Kông, Alvin Châu Trác Hoa vào năm 2015.

## Tiểu sử
Cô chia sẻ rằng Liêu Bích Lệ không phải là tên thật nhưng do truyền thông đã quen thuộc với tên gọi này.
Liêu Bích Lệ sinh ra tại Malaysia trong gia đình đơn thân. Mẹ cô là một người Malaysia gốc Hoa nghèo khó, còn cha là một người Mỹ da trắng mà cô không hề biết mặt từ khi sinh ra. Năm 8 tuổi, cô theo gia đình chuyển đến Kuala Lumpur. Cô theo học dương cầm và múa ba lê từ năm 3 tuổi.
Năm 17 tuổi, cô đến Nhật Bản và bắt đầu hoạt động làm người mẫu. 1 năm sau cô chuyển đến Hồng Kông, làm người mẫu quảng cáo cho các thương hiệu. Trong nhiều năm, Mandy làm người mẫu quảng cáo cho nhiều thương hiệu quốc tế như: Asia Miles, Standard Charter Bank, McDonalds, Cathay Pacific, Hong Kong Disneyland, bia San Miguel, Vidal Sassoon, Olay, SKII, Rennex, Marie France, Adidas, Columbia, Sony Ericsson, Sony MP3, LG, Asus, Grand Promenade, Grand Waterfront, Hotel Marriott, Tse Jewelry Shop, Omega.
Ngoài ra cô cũng từng xuất hiện trên trang bìa các tạp chi thời trang More, Me, HIM, Marie Claire, Fashion & Beauty, Wedding Deluxe, Ketchup, Darizi, Elle Wedding, các sự kiện diễn thời trang cũng là sự đầu tư của cô từ Hugo Boss, TAG Heuer Watch, Max & Co., Salvatore Ferragamo, Marc của Marc Jacobs, Christian Dior, Omega cho đến Tuần lễ thời trang HK Fashion Week, Ted Baker, MiuMiu, Mulberry, Shiseido và Swarovski.

## Đời tư
Năm 2007, cô gặp gỡ sau đó hẹn hò với diễn viên Trần Bách Lâm qua sự giới thiệu của bạn bè. Ngày 26 tháng 1 năm 2010. Liêu Bích Lệ tự mình tuyên bố chia tay, cho biết cả hai phải xa cách nhau là một trong những nguyên do.
Đầu tháng 8 năm 2014, báo chí đưa tin Liêu Bích Lệ đã qua lại với tỷ phú Châu Trác Hoa được khoảng 6 tháng. Liêu Bích Lệ cho biết cả hai chỉ là bạn bè.

## Danh sách phim

### Phim điện ảnh
- 2012: Tai Chi Zero
- 2012: Don Juan DeMarco
- 2014: Enthralled
- 2014: Horseplay
- 2014: Black & White: The Dawn of Justice
- 2015: To The Fore vai Emily

### Phim truyền hình
- 2008: Dressage To Win

## Chương trình truyền hình

### Truyền hình thực tế của TVB
- 2013: Super Trio Maximus
- 2014: The Conquerors tập 10
- 2014: Summer Splash tập 6-10

### Chủ trì chương trình của NowTV
- 2009: Lifetival
- 2010: Party Show
- 2010: Nhật Bản- Niềm vui bất tận[7]

### MC
- 2010: Mr. Hong Kong (TVB)
- 2013: Asian Film Awards

## Quảng cáo
- Tòa tháp Grand Promenade
- Bia San Miguel